# Tormásliget
Tormásliget est un village et une commune du comitat de Vas en Hongrie.